# Robinson (Dakota del Nord)
Robinson è un centro abitato (city) degli Stati Uniti d'America, situato nella Contea di Kidder, nello Stato del Dakota del Nord. Nel censimento del 2000 la popolazione era di 71 abitanti. La città è stata fondata nel 1911.

## Geografia fisica
Secondo i rilevamenti dell'United States Census Bureau, la località di Robinson si estende su una superficie di 0,40 km², tutti occupati da terre.

## Popolazione
Secondo il censimento del 2000, a Robinson vivevano 71 persone, ed erano presenti 21 gruppi familiari. La densità di popolazione era di 167 ab./km². Nel territorio comunale si trovavano 56 unità edificate. Per quanto riguarda la composizione etnica degli abitanti, il 100% era bianco.
Per quanto riguarda la suddivisione della popolazione in fasce d'età, il 11,3% era al di sotto dei 18, il 5,6% fra i 18 e i 24, il 14,1% fra i 25 e i 44, il 23,9% fra i 45 e i 64, mentre infine il 45,1% era al di sopra dei 65 anni di età. L'età media della popolazione era di 59 anni. Per ogni 100 donne residenti vivevano 91,9 maschi.